# Iván Granados
Iván Granados San Carlos, 30 september 1985 is een Venezolaans-Spaanse honkballer.
Granados, een linkshandige werper, tekende in 2005 een contract bij de Oakland Athletics en kwam voor hen uit in de Arizona League op Rookieniveau in 2005 en 2006. Hierna tekende hij een contract in Spanje waar hij in de Spaanse hoofdklasse, de División de Honor de Béisbol uitkwam in 2007 voor de Sant Boi en voor de Tenerife Marlins van 2008 tot 2010. Hierna tekende hij bij de T & A San Marino Baseball Club waar hij het seizoen 2011 en 2012 uitkwam. In 2011 gooide hij een no-hitter in de play-offs van de Italiaanse competitie. In 2013 en 2014 tekende hij een contract in de Nederlandse Hoofdklasse bij HCAW waar hij startend pitcher is.
Granados, die zowel de Spaanse als de Venezolaanse nationaliteit bezit, komt tevens uit voor het nationale honkbalteam van Spanje. Hij speelde met hen in 2007 tijdens de Wereldkampioenschappen, in 2008 tijdens de Europese Kampioenschappen en nam in 2013 met het team deel aan de World Baseball Classic.